# HMS Rattlesnake (1822)
Pour les autres navires du même nom, voir HMS Rattlesnake.
Le HMS Rattlesnake est une corvette de la Royal Navy de sixième rang appartenant à la classe Atholl (en). Équipée de 28 canons, elle est lancée en 1822. Elle fait un voyage historique d'exploration jusqu'au Cap York et au détroit de Torrès, au nord de l'Australie.

## Construction
Il est lancé aux chantiers navals de Chatham Dockyard le 26 mars 1822. Le Rattlesnake est long de 114 pieds (34,7 m) et large de 32 pieds (9,7 m). Il porte vingt pièces de 32 livres, six pièces de 18 livres et deux pièces de 9 livres (longue portée).

## Histoire

### Service dans l'aux Indes et en Chine
William Hobson est nommé capitaine en décembre 1834. Le 'Rattlesnake est affecté au (Far East squadron (en)), commandé par l'amiral Thomas Bladen Capel (en). En 1836, le Rattlesnake est envoyé en Australie, arrivant à Hobart le 5 août 1836 et à Sydney 18 jours plus tard. Le 26 mai 1837, le Rattlesnake navigue vers la baie des Îles, Nouvelle-Zélande, répondant à la demande d'aide adressée par James Busby, le résident britannique qui se sentait menacé par la guerre qui se développait entre les tribus Maoris. En 1838 le Rattlesnake retourne en Angleterre.

### Service au cours de la première guerre Anglo-chinoise
Pendant la période 1841–42 la corvette est affectée à des actions dans la région de Canton au sein de la flotte commandée par Sir William Parker au cours de la première guerre de l'opium (1839–42).

### Navire d'exploration
Il est converti en navire d'exploration en 1845.

### Séjour en Australie et Nouvelle-Guinée
Lors de son voyage vers le nord de l'Australie et la Nouvelle-Guinée de 1846 à 1850, Owen Stanley (en) en est le capitaine. Sont aussi présents à bord le chirurgien John Thomson, Thomas Henry Huxley comme assistant chirurgien (en réalité naturaliste marin), John MacGillivray comme botaniste et Oswald Brierly comme artiste peintre. Huxley établit sa réputation de scientifique par les articles rédigés sur son voyage, aboutissant à son élection comme membre de la Royal Society en 1851.
Le Rattlesnake se porte au secours de Barbara Crawford Thompson, naufragée sur l'Île Prince-de-Galles (Queensland) à l'âge de 13 ans en novembre 1844. Elle a ainsi survécu sur cette île pendant cinq ans, vivant parmi les Kaurareg (en), peuple pourtant réputé cannibale,.

### Démolition
Le Rattlesnake est démoli au Chatham Dockyard en janvier 1860.